# Carrer Major (Tàrrega)
El carrer Major de Tàrrega (Urgell) és una via pública inclosa a l'Inventari del Patrimoni Arquitectònic de Catalunya.

## Descripció
El carrer Major de Tàrrega uneix dues de les places més emblemàtiques i importants del nucli històric de la població: la plaça Major i la plaça de Sant Antoni. En aquest carrer també s'hi troba actualment una de les cases nobles més importants de la població: Can Perelló, actualment Museu Comarcal d'Urgell. En el seu dia fou un dels carrers comercials amb més activitat de la població de Tàrrega. Avui en dia, però, ha perdut aquesta funció comercial gairebé completament.

## Història
Ens resten imatges del mal estat en el qual es trobava aquest carrer a principis del segle xx, on només tenia unes petites voreres empedrades laterals i la resta del carrer central era de terra i amb les pluges es convertís en un fangar. No tenia cap mena de clavegueram, ni neteja pública per part de l'ajuntament. Les voreres eren l'única obra de millora urbanística que es va portar a terme al segle xix en aquest carrer.